# Srbi u Češkoj
Srbi u Češkoj su jedna od nacionalnih manjina u Češkoj Republici.

## Povijest
Tijekom 1. svjetskog rata, na teritoriji današnje Češke se nalazilo nekoliko austro-ugarskih zarobljeničkih logora. Među zarobljenicima dobar dio su činili Srbi. Od ovih logora, najveći je bio koncentracijski logor Jindrihovice. U njemu je stradalo oko 8.700 Srba (oko 1.600 je sahranjeno na groblju, a 7.100 u zajedničku kosturnicu).
U drugoj polovici 20. stoljeća, na području tadašnje Čehoslovačke radio je veliki broj građevinskih radnika, a također bio je i značajan broj studenata. Zbog ratova na prostorima bivše Jugoslavije, u Češku se 90-ih godina 20. stoljeća doseljava veći broj izbjeglica i ekonomskih migranata, od kojih velik broj predstavljaju Srbi.

## Stanovništvo
Ne postoji točan broj pripadnika srpske nacionalne manjine u Češkoj Republici. Procjenjuje se da u njoj živi 3.000-7.000 Srba, od čega najviše njih živi u Pragu.

## Položaj Srba u Češkoj
Srbi imaju status nacionalne manjine u Češkoj Republici. Trenutačno ne postoje škole na srpskom jeziku i pismu.

### Mediji
- "Srpska reč", dvomjesečnik
- "Đurđevak", dvomjesečnik za djecu

## Spomenici i znamenitosti
- Spomen-kosturnica i Srpsko vojničko groblje u Jindrihovicama
- Mauzolej jugoslavenskih vojnika u Olomoucu

## Poznate osobe
- Predrag Bjelac, glumac
- Jelena M. Ćirić, dječja pjesnikinja[11]